# Cantón de Crèvecœur-le-Grand
El cantón de Crèvecœur-le-Grand era una división administrativa francesa, que estaba situada en el departamento de Oise y la región de Picardía.

## Composición
El cantón estaba formado por veinte comunas:
- Auchy-la-Montagne
- Blancfossé
- Catheux
- Choqueuse-les-Bénards
- Conteville
- Cormeilles
- Crèvecœur-le-Grand
- Croissy-sur-Celle
- Doméliers
- Fontaine-Bonneleau
- Francastel
- Lachaussée-du-Bois-d'Écu
- Le Crocq
- Le Gallet
- Le Saulchoy
- Luchy
- Maulers
- Muidorge
- Rotangy
- Viefvillers

## Supresión del cantón de Crèvecœur-le-Grand
En aplicación del Decreto n.º 2014-196 de 20 de febrero de 2014, el cantón de Crèvecœur-le-Grand fue suprimido el 22 de marzo de 2015 y sus 20 comunas pasaron a formar parte del nuevo cantón de Saint-Just-en-Chaussée.